# Ceyloni bozótposzáta
A ceyloni bozótposzáta (Elaphrornis palliseri) a verébalakúak (Passeriformes) rendjébe, ezen belül a tücsökmadárfélék (Locustellidae) családjába tartozó, az Elaphrornis nem egyedüli faja. 15-16 centiméter hosszú. Srí Lanka déli részének nedves, füves-erdős területein él az 1200 méteres tengerszint fölötti magasság környékén. Gerinctelenekkel táplálkozik. Márciustól májusig, majd augusztustól szeptemberig költ, fészekalja általában két tojásból áll.

## Fordítás
- Ez a szócikk részben vagy egészben  a   Sri Lanka bush warbler című angol Wikipédia-szócikk fordításán alapul.  Az eredeti cikk szerkesztőit annak laptörténete sorolja fel. Ez a jelzés csupán a megfogalmazás eredetét és a szerzői jogokat jelzi, nem szolgál a cikkben szereplő információk forrásmegjelöléseként.